# Rybitwy (Kraków)

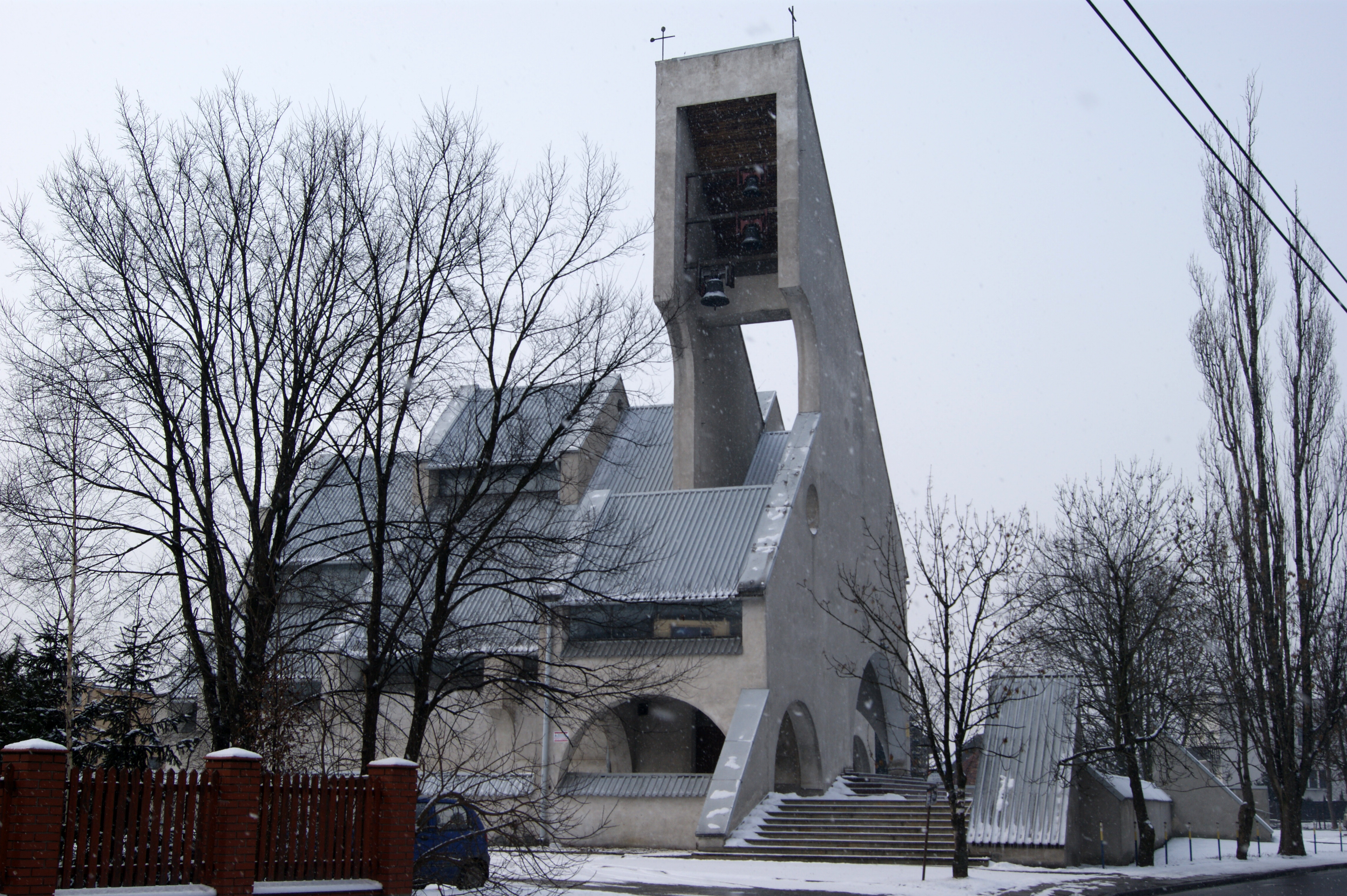
Kościół Niepokalanego Serca Najświętszej Maryi Panny w 2011 roku

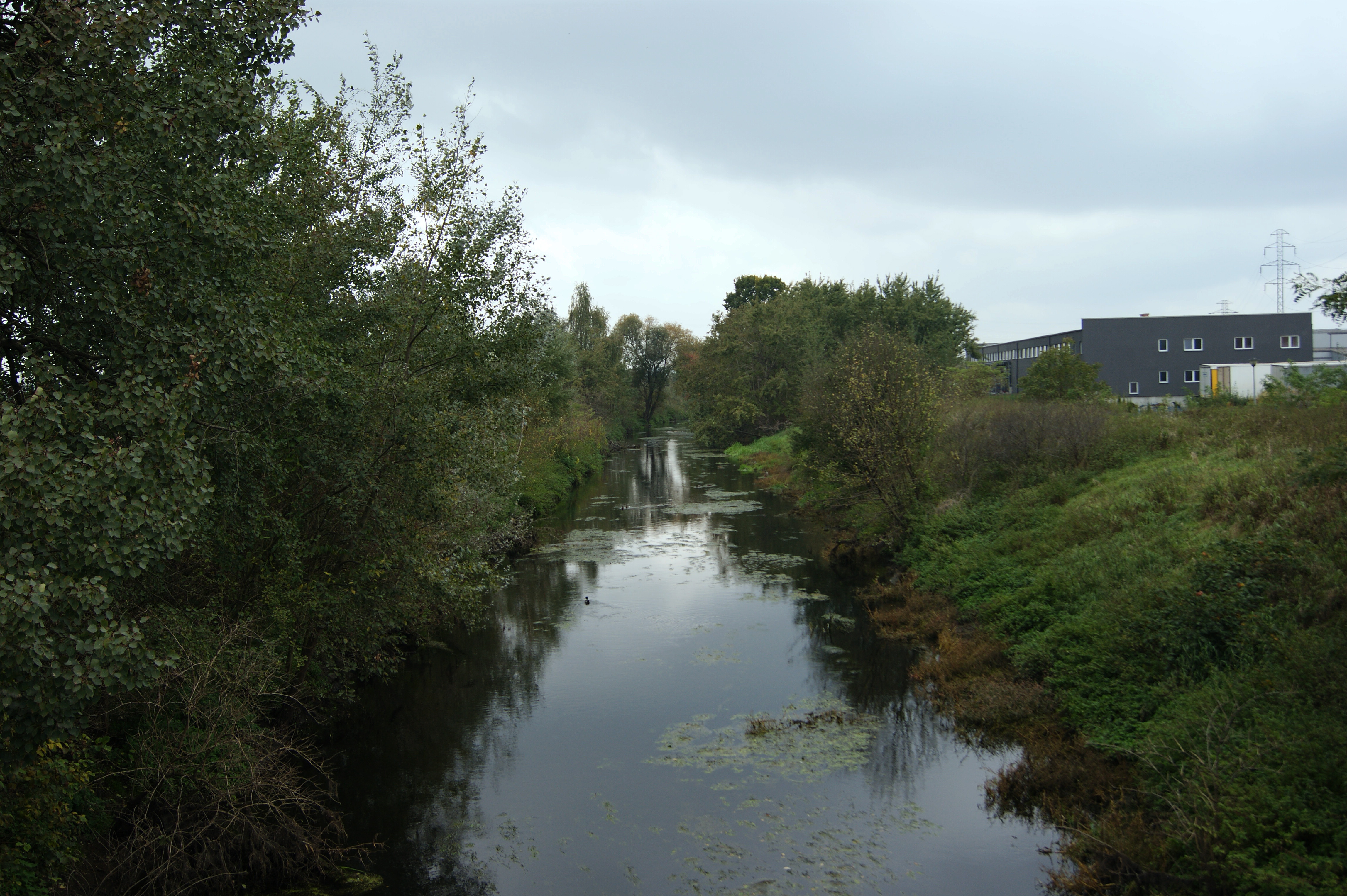
Drwina Długa w Rybitwach w 2011 roku

Rybitwy – obszar Krakowa wchodzący w skład Dzielnicy XIII Podgórze.
Znajduje się ok. 7 km od centrum miasta. Jest położona w terenie prawobrzeżnego starorzecza Wisły. Niegdyś jej północna granica biegła korytem Wisły, wschodnia – doliną obecnych ul. Półłanki i Kminkową, południowa – łąkami w rejonie obecnych ulic Botewa i Rybitwy, natomiast zachodnią granice wyznaczały dzisiejsze ulice Brandla, Albatrosów, Strażacka oraz Golikówka.
Rybitwy uzyskały lokację na prawie niemieckim w 1294 roku w okresie panowania króla Wacława II. Wytyczone centrum wsi stanowił rejon obecnej ul. Golikówka. Na przełomie XIV i XV wieku Rybitwy zostały własnością opactwa cystersów w Mogile. Przed rozbiorami miejscowość należała do powiatu szczyrzyckiego. Od 1772 roku funkcjonowała jako gmina w austriackim cyrkule wielickim, a od 1782 roku w cyrkule bocheńskim. W 1783 roku wieś przeszła na rzecz skarbu państwa. Od 1866 roku Rybitwy należały do powiatu wielickiego, a w okresie II RP zostały objęte powiatem krakowskim. W 1934 roku gminę przekształcono w ramach wielowioskowej gminy zbiorczej Bieżanów. W 1941 roku Rybitwy, liczące 848 mieszkańców, włączono w obręb Krakowa jako XLVI dzielnica katastralna miasta. W 1973 roku Rybitwy włączono do XIII dzielnicy Podgórze.
W Rybitwach znajduje się kościół Niepokalanego Serca Najświętszej Maryi Panny, a także Szkoła Podstawowa nr 65 im. Czesława Janczarskiego i Klub Kultury. Na osiedlu działa klub piłkarski TS Rybitwy.
Na terenie dzielnicy działają targowiska oraz kilkanaście punktów hurtowniczo-magazynowych.